# Vincenzo Voce
Vincenzo Voce, detto anche Enzo (Crotone, 5 aprile 1962), è un ingegnere ambientale, ambientalista e politico italiano, sindaco di Crotone dal 7 ottobre 2020.

## Biografia

### Formazione
Nato a Crotone nel 1962, si è diplomato nel 1980 come perito industriale all'istituto "Guido Donegani". Nel 1987 ottiene la laurea in Ingegneria della Tecnologie Industriali a indirizzo chimico presso l'Università della Calabria.
È sposato con Luigina Alagia ed è padre di due figlie, Francesca e Federica.

### Carriera politica

#### Le prime candidature
Si presenta per la prima volta come candidato a sindaco di Crotone alle elezioni amministrative del 2011 sostenuto dalla lista civica Classe Differente, ottenendo soltanto l'1,60% delle preferenze, pari a 580 voti. In quella tornata elettorale i candidati a sindaco erano nove: Peppino Vallone, Dorina Bianchi, Pasquale Senatore, Giusy Regalino, Andrea Arcuri, Francesco Pesce, Silvano Cavarretta, Vincenzo Voce e Teodolinda Monte.
Alle elezioni regionali si candida nella lista di Tesoro Calabria a sostegno del candidato presidente Carlo Tansi, non risultando eletto.

#### Sindaco di Crotone
Nove anni dopo si ripresenta alle elezioni amministrative del 2020, sempre come candidato sindaco, questa volta però sostenuto da quattro liste civiche: il movimento politico Tesoro Calabria di Carlo Tansi e altre liste civiche come Crotone cambia e Città libera, fondate dallo stesso Voce, e Stanchi dei Soliti, fondata invece da Andrea Arcuri nel 2011, quando anch'egli fu candidato a sindaco risultando quinto su nove candidati. Nonostante Voce sia stato candidato alle elezioni regionali del 2020 con la lista Tesoro Calabria, la prima lista civica che ha sostenuto Voce alle elezioni amministrative del 20 e 21 settembre del 2020 è stata Stanchi dei Soliti annunciandolo durante una conferenza stampa il 15 giugno 2020.
All'interno di quest'ultima lista, e quindi a sostegno di Vincenzo Voce, vi era anche l'ex sindaco di Scandale Iginio Pingitore.
Al primo turno delle elezioni del 20 e 21 settembre 2020 Vincenzo Voce risulta il secondo candidato più votato con il 36,22% dei consensi contro il 41,6% dello sfidante, l’avvocato tributarista Antonio Manica. 
Al ballottaggio del 5 ottobre viene eletto sindaco con il 63,95% dei consensi contro il 36,05% di Antonio Manica, insediandosi ufficialmente il 7 ottobre.
Il 27 marzo 2021 il sindaco Voce assegna a titolo simbolico, come segno della lotta contro ogni forma di intolleranza, violenza fisica e verbale e razzismo, la cittadinanza onoraria della città al figlio - nato in Italia - del calciatore del Crotone Simy, a seguito di un episodio di cyber-razzismo in cui alcuni utenti sul web auguravano al figlio un cancro al pancreas. 
Nel 2024 il primo cittadino di Crotone risulta il sindaco più gradito e apprezzato in Calabria, con il 59,5% dei consensi, all'11° posto nella classifica nazionale dei sindaci più amati d'Italia, un riconoscimento simile lo ebbe anche l'ex sindaco di Crotone Peppino Vallone nel 2009, considerato tra i sindaci più apprezzati d'Italia con un consenso tra il 67%-70%.
Il 25 ottobre del 2024 Stanchi dei Soliti, lista civica che ha sostenuto Voce in campagna elettorale, ha deciso di abbandonare la maggioranza del sindaco in quanto Voce ha posto le basi per un'alleanza politica con Forza Italia, suggellata durante la presentazione del nuovo movimento politico "Crescere" dove ha presenziato il vice segretario di nazionale di Forza Italia Roberto Occhiuto, il quale in occasione della presentazione del movimento crescere ha affermato: "Voce non mi dispiacerebbe come candidato".